# Силікомарганець
Си́лікома́рганець — феросплав, основні компоненти якого — кремній і марганець. Виплавляється в рудо-термічних печах вуглецевідновним процесом (карботермія). Силікомарганець з 10—26 % Si (решта Mn, Fe і домішки), що отримується з марганцевої руди, марганцевого шлаку і кварциту, використовується при виплавці сталі як розкислювач і легуюча присадка, а також для виплавки феромарганця з пониженим вмістом вуглецю силікотермічним процесом. Силікомарганець з 28—30 % Si (сировиною для якого слугує спеціально отримуваний високомарганцевий низькофосфористий шлак) застосовується у виробництві металевого марганцю.